# هنري إدوارد رينولدز
هنري إدوارد رينولدز (بالإنجليزية: Henry Edward Reynolds) هو سياسي أمريكي، ولد في 1905، وتوفي في 1980.